# Куделькин, Алексей
Алексей Куделькин (лат. Aleksejs Kudelkins, 8 мая 2002, Даугавпилс) — латвийский футболист, защитник клуба «Даугавпилс».

## Клубная карьера
Куделькин — воспитанник клуба «Даугавпилс». За вторую команду клуба дебютировал 15 июня 2020 года в проигранном матче против «Лиепаи» (0:2). 23 августа 2020 года сыграл первый матч за основную команду в чемпионате Латвии против «Вентспилса», заменив на 63-й минуте Марко Регжу. Первый гол в высшей лиге забил 3 ноября 2024 года в ворота «Валмиеры».

## Карьера в сборной
Зимой 2018 получил вызов в национальную сборную Латвии до 17 лет. Дебютировал в товарищеском матче против сборной Литвы до 17 лет (0:0); на момент дебюта игроку было 15 лет. Всего за сборную до 17 лет он сыграл 8 матчей: 7 товарищеских и один матч квалификации на ЧЕ-2017. Также выступал за сборные страны среди 18-летних и 21-летних.